# Scintharista
Scintharista is een geslacht van rechtvleugeligen uit de familie veldsprinkhanen (Acrididae). De wetenschappelijke naam van dit geslacht is voor het eerst geldig gepubliceerd in 1884 door Saussure.

## Soorten
Het geslacht Scintharista omvat de volgende soorten:
- Scintharista forbesi Burr, 1899
- Scintharista formosana Ramme, 1941
- Scintharista lithophila Jago, 1962
- Scintharista magnifica Uvarov, 1922
- Scintharista notabilis Walker, 1870
- Scintharista rosacea Kirby, 1902
- Scintharista saucia Stål, 1873
- Scintharista zolotarevskyi Uvarov, 1941